# 熊本県道216号産山小地野線
熊本県道216号産山小地野線（くまもとけんどう216ごう うぶやましょうちのせん）は、熊本県阿蘇郡産山村から阿蘇市に至る一般県道である。

## 概要
起点付近から熊本県道・大分県道131号笹倉久住線に抜ける道があるが、この区間は当県道には指定されていない。

### 路線データ
- 起点：熊本県阿蘇郡産山村大字大利
- 終点：熊本県阿蘇市波野大字小地野（国道57号交点）

## 地理

### 通過する自治体
- 阿蘇郡産山村
- 阿蘇市

### 交差する道路
| 交差する道路 | 交差する場所   | 交差する場所 |
| ------------ | -------------- | ------------ |
| 国道57号     | 波野大字小地野 | 終点         |

### 沿線
- 産山村立南部保育園